# Renauvoid
Renauvoid is een Franse gemeente in het departement Vosges in de regio Grand Est en maakt deel uit van het arrondissement Épinal. De gemeente telde 120 inwoners op 1 januari 2022.

## Geografie
De oppervlakte van Renauvoid bedraagt 9,36 vierkante kilometer; Op 1 januari 2022 was de bevolkingsdichtheid 12,8 inwoners per km².
De onderstaande kaart toont de ligging van Renauvoid met de belangrijkste infrastructuur en aangrenzende gemeenten.

## Demografie
Onderstaande figuur toont het verloop van het inwonertal.